# Свети Филип и Јаков
Свети Филип и Јаков (у социјалистичком периоду Филипјаков) је насељено место и седиште општине у Задарској жупанији, Република Хрватска.

## Историја
До територијалне реорганизације у Хрватској налазио се у саставу бивше велике општине Биоград на Мору.

## Становништво
На попису становништва 2011. године, општина Свети Филип и Јаков је имала 4.606 становника, од чега у самом Светом Филипу и Јакову 1.667.

## Попис1991.
На попису становништва 1991. године, насељено место Свети Филип и Јаков је имало 1.645 становника, следећег националног састава:
| Попис 1991.‍   | Попис 1991.‍  | Попис 1991.‍ | Попис 1991.‍ | Попис 1991.‍ |
| ------------- | ------------ | ----------- | ----------- | ----------- |
|               |              |             |             |             |
| Хрвати        | Хрвати       |             | 1.587       | 96,47%      |
| Срби          | Срби         |             | 8           | 0,48%       |
| Југословени   | Југословени  |             | 6           | 0,36%       |
| Муслимани     | Муслимани    |             | 5           | 0,30%       |
| Словенци      | Словенци     |             | 5           | 0,30%       |
| Македонци     | Македонци    |             | 4           | 0,24%       |
| Немци         | Немци        |             | 3           | 0,18%       |
| Роми          | Роми         |             | 2           | 0,12%       |
| Албанци       | Албанци      |             | 1           | 0,06%       |
| Грци          | Грци         |             | 1           | 0,06%       |
| Италијани     | Италијани    |             | 1           | 0,06%       |
| Руси          | Руси         |             | 1           | 0,06%       |
| Чеси          | Чеси         |             | 1           | 0,06%       |
| неопредељени  | неопредељени |             | 6           | 0,36%       |
| непознато     | непознато    |             | 14          | 0,85%       |
| укупно: 1.645 |              |             |             |             |